# Dècada del 1540 aC
Resum dels esdeveniments de la dècada del 1540 aC:

## Esdeveniments
- Vers el 1548 aC, mort d'Amosis I. El successor fou el seu fill Amenofis I.
- 1547-1546 aC Campanya egípcia cap al sud, establint el límit de l'estat en la tercera cascada.
- vers 1540 aC Submissió a Egipte del regne de Kush, capital Buhen
- vers 1540 aC Submissió a Egipte dels tehenu de la Marmàrica (Líbia)
- vers 1540 aC Lluites entre Assíria i els hurrites de Mitanni.
- Vers 1540 aC Burnaburiash I succeeix a Agum II com a rei de Babilònia, Khana i els cassites

## Personatges destacats
- Amenofis I, faraó egipci, casat amb la seva germana Ahmosis Meritamun